# Eliteserien 2016
La Eliteserien 2016, nota anche come Tippeligaen 2016 per ragioni di sponsorizzazione, fu la settantunesima edizione della Eliteserien, massima serie del campionato norvegese di calcio. Iniziata l'11 marzo e conclusasi il 6 novembre 2016, vide la vittoria finale del Rosenborg, al suo ventiquattresimo titolo, il secondo consecutivo, con cinque giornate di anticipo. Capocannoniere del torneo fu Christian Gytkjær (Rosenborg), con 19 reti.

## Stagione

### Novità
Dalla Eliteserien 2015 vennero retrocessi il Mjøndalen e il Sandefjord, mentre dalla 1. divisjon 2015 vennero promossi il Sogndal e il Brann.

### Formula
Le sedici squadre partecipanti si affrontarono in un girone all'italiana con partite di andata e di ritorno, per un totale di 30 giornate. La prima classificata, vincitrice del campionato, veniva ammessa alla UEFA Champions League 2017-2018. La seconda e la terza classificata venivano ammesse alla UEFA Europa League 2017-2018, assieme al vincitore della Coppa di Norvegia. La quattordicesima classificata disputava uno spareggio promozione/retrocessione con la vincitrice dei play-off della 1. divisjon. Le ultime due classificate venivano retrocesse direttamente in 1. divisjon.

## Squadre partecipanti
| Club         | Stagione | Città        | Stadio                | Stagione 2015            |
| ------------ | -------- | ------------ | --------------------- | ------------------------ |
| Aalesund     | dettagli | Ålesund      | Color Line Stadion    | 10º posto in Eliteserien |
| Bodø/Glimt   | dettagli | Bodø         | Aspmyra Stadion       | 9º posto in Eliteserien  |
| Brann        | dettagli | Bergen       | Brann Stadion         | 2º posto in 1. divisjon  |
| Haugesund    | dettagli | Haugesund    | Haugesund Stadion     | 12º posto in Eliteserien |
| Lillestrøm   | dettagli | Lillestrøm   | Åråsen Stadion        | 8º posto in Eliteserien  |
| Molde        | dettagli | Molde        | Aker Stadion          | 6º posto in Eliteserien  |
| Odd          | dettagli | Skien        | Skagerak Arena        | 4º posto in Eliteserien  |
| Rosenborg    | dettagli | Trondheim    | Lerkendal Stadion     | Campione di Norvegia     |
| Sarpsborg 08 | dettagli | Sarpsborg    | Sarpsborg Stadion     | 11º posto in Eliteserien |
| Sogndal      | dettagli | Sogndal      | Fosshaugane Campus    | 1º posto in 1. divisjon  |
| Stabæk       | dettagli | Bærum        | Nadderud Stadion      | 3º posto in Eliteserien  |
| Start        | dettagli | Kristiansand | Sparebanken Sør Arena | 14º posto in Eliteserien |
| Strømsgodset | dettagli | Drammen      | Marienlyst Stadion    | 2º posto in Eliteserien  |
| Tromsø       | dettagli | Tromsø       | Alfheim Stadion       | 13º posto in Eliteserien |
| Vålerenga    | dettagli | Oslo         | Ullevaal Stadion      | 7º posto in Eliteserien  |
| Viking       | dettagli | Stavanger    | Viking Stadion        | 5º posto in Eliteserien  |

## Classifica finale
|  | Pos. | Squadra      | Pt | G  | V  | N  | P  | GF | GS | DR  |
|  | ---- | ------------ | -- | -- | -- | -- | -- | -- | -- | --- |
|  | 1.   | Rosenborg    | 69 | 30 | 22 | 5  | 3  | 65 | 25 | +40 |
|  | 2.   | Brann        | 54 | 30 | 16 | 6  | 8  | 42 | 27 | +15 |
|  | 3.   | Odd          | 51 | 30 | 15 | 6  | 9  | 44 | 35 | +9  |
|  | 4.   | Haugesund    | 46 | 30 | 12 | 10 | 8  | 47 | 43 | +4  |
|  | 5.   | Molde        | 45 | 30 | 13 | 6  | 11 | 49 | 43 | +6  |
|  | 6.   | Sarpsborg 08 | 45 | 30 | 12 | 9  | 9  | 35 | 37 | -2  |
|  | 7.   | Strømsgodset | 44 | 30 | 12 | 8  | 10 | 44 | 40 | +4  |
|  | 8.   | Viking       | 43 | 30 | 12 | 7  | 11 | 34 | 36 | -2  |
|  | 9.   | Aalesund     | 42 | 30 | 12 | 6  | 12 | 46 | 51 | -5  |
|  | 10.  | Vålerenga    | 38 | 30 | 10 | 8  | 12 | 41 | 39 | +2  |
|  | 11.  | Sogndal      | 36 | 30 | 8  | 12 | 10 | 33 | 37 | -4  |
|  | 12.  | Lillestrøm   | 34 | 30 | 8  | 10 | 12 | 45 | 50 | -5  |
|  | 13.  | Tromsø       | 34 | 30 | 9  | 7  | 14 | 36 | 46 | -10 |
|  | 14.  | Stabæk       | 31 | 30 | 8  | 7  | 15 | 35 | 42 | -7  |
|  | 15.  | Bodø/Glimt   | 30 | 30 | 8  | 6  | 16 | 36 | 45 | -9  |
|  | 16.  | Start        | 16 | 30 | 2  | 10 | 18 | 23 | 59 | -36 |

Legenda:
      Campione di Norvegia e ammessa alla UEFA Champions League 2017-2018
      Ammessa alla UEFA Europa League 2017-2018
 Ammessa allo spareggio promozione-retrocessione
      Retrocessa in 1. divisjon 2017
Note:
Tre punti a vittoria, uno a pareggio, zero a sconfitta.
La classifica viene stilata secondo i seguenti criteri:
- Punti conquistati
- Differenza reti generale
- Reti totali realizzate
- Punti conquistati negli scontri diretti
- Differenza reti negli scontri diretti
- Reti realizzate in trasferta negli scontri diretti (solo tra due squadre)
- Reti realizzate negli scontri diretti
- Spareggio (solo per decidere la squadra campione, l'ammissione agli spareggi e le retrocessioni)

## Risultati
|              | Aal  | Bod  | Bra  | Hau  | Lil  | Mol  | Odd  | Ros  | Sar  | Sog  | Stb  | Sta  | Str  | Tro  | Vik  | Vål  |
| ------------ | ---- | ---- | ---- | ---- | ---- | ---- | ---- | ---- | ---- | ---- | ---- | ---- | ---- | ---- | ---- | ---- |
| Aalesund     | –––– | 1-0  | 1-2  | 3-3  | 2-0  | 0-2  | 1-0  | 1-1  | 2-2  | 1-4  | 1-0  | 1-1  | 4-2  | 6-0  | 1-2  | 2-2  |
| Bodø/Glimt   | 0-1  | –––– | 1-3  | 3-4  | 1-1  | 1-2  | 2-1  | 0-0  | 0-2  | 2-0  | 3-1  | 2-0  | 4-2  | 0-3  | 0-2  | 0-0  |
| Brann        | 6-0  | 1-0  | –––– | 1-0  | 1-2  | 2-1  | 0-0  | 1-1  | 2-1  | 2-0  | 1-0  | 1-0  | 1-0  | 1-0  | 0-0  | 4-1  |
| Haugesund    | 3-0  | 2-1  | 3-2  | –––– | 2-2  | 3-3  | 3-1  | 1-1  | 1-1  | 0-1  | 3-1  | 2-1  | 1-1  | 2-1  | 4-1  | 1-1  |
| Lillestrøm   | 1-1  | 1-1  | 1-0  | 1-1  | –––– | 1-0  | 2-4  | 3-4  | 4-0  | 1-2  | 1-2  | 1-1  | 2-0  | 2-4  | 1-2  | 2-0  |
| Molde        | 1-0  | 3-2  | 2-0  | 0-0  | 4-2  | –––– | 4-2  | 1-3  | 0-1  | 0-0  | 3-0  | 2-2  | 4-2  | 1-1  | 0-1  | 4-0  |
| Odd          | 4-1  | 2-1  | 1-3  | 2-1  | 1-3  | 2-0  | –––– | 1-0  | 0-0  | 3-1  | 0-1  | 3-0  | 2-1  | 0-0  | 2-2  | 1-2  |
| Rosenborg    | 1-0  | 2-1  | 3-0  | 6-0  | 2-1  | 3-1  | 1-2  | –––– | 5-2  | 3-1  | 3-1  | 2-0  | 1-0  | 3-1  | 4-0  | 3-1  |
| Sarpsborg 08 | 1-0  | 1-2  | 1-0  | 0-1  | 3-0  | 4-0  | 0-0  | 2-2  | –––– | 0-0  | 1-1  | 1-0  | 1-0  | 2-2  | 1-0  | 0-2  |
| Sogndal      | 2-4  | 2-2  | 0-0  | 1-0  | 2-2  | 4-3  | 0-1  | 1-1  | 3-0  | –––– | 1-1  | 2-2  | 0-1  | 0-0  | 1-2  | 1-0  |
| Stabæk       | 3-0  | 1-0  | 1-1  | 0-1  | 1-2  | 1-2  | 1-2  | 0-2  | 1-2  | 0-1  | –––– | 3-0  | 0-1  | 0-3  | 1-0  | 2-1  |
| Start        | 1-4  | 1-4  | 1-2  | 1-0  | 1-1  | 1-1  | 1-2  | 0-2  | 1-4  | 1-1  | 0-5  | –––– | 2-2  | 2-1  | 0-1  | 2-4  |
| Strømsgodset | 4-2  | 2-0  | 2-2  | 2-0  | 3-1  | 0-2  | 1-1  | 2-0  | 4-0  | 2-1  | 2-2  | 1-1  | –––– | 1-0  | 1-1  | 3-2  |
| Tromsø       | 1-2  | 1-2  | 1-0  | 2-2  | 2-1  | 0-2  | 3-1  | 1-2  | 1-2  | 2-0  | 2-2  | 0-0  | 2-0  | –––– | 2-1  | 0-3  |
| Viking       | 2-3  | 2-0  | 0-1  | 3-2  | 2-2  | 1-0  | 0-2  | 0-2  | 0-0  | 0-0  | 2-2  | 2-0  | 0-1  | 2-0  | –––– | 0-2  |
| Vålerenga    | 0-1  | 1-1  | 3-2  | 0-1  | 1-1  | 3-0  | 0-1  | 0-2  | 3-0  | 1-1  | 1-1  | 2-0  | 1-1  | 4-0  | 0-2  | –––– |

## Spareggio promozione/retrocessione
Allo spareggio vennero ammessi lo Stabaek, quattordicesimo classificato in Eliteserien, e il Jerv, vincitore dei play-off di 1. divisjon. Lo Stabaek vinse gli spareggi e mantenne la categoria.
|        | Risultati |        | Luogo e data               |
| ------ | --------- | ------ | -------------------------- |
| Jerv   | 1 - 0     | Stabæk | Grimstad, 30 novembre 2016 |
| Stabæk | 2 - 0     | Jerv   | Bærum, 4 dicembre 2016     |
|        |           |        |                            |

## Statistiche

### Classifica marcatori
| Gol |  |  | Giocatore          | Squadra      |
| --- |  |  | ------------------ | ------------ |
| 19  |  |  | Christian Gytkjær  | Rosenborg    |
| 13  |  |  | Mustafa Abdellaoue | Aalesund     |
| 11  |  |  | Fitim Azemi        | Bodø/Glimt   |
| 10  |  |  | Torbjørn Agdestein | Haugesund    |
| 10  |  |  | Olivier Occéan     | Odd          |
| 8   |  |  | Fred Friday        | Lillestrøm   |
| 8   |  |  | Mike Jensen        | Rosenborg    |
| 8   |  |  | Thomas Lehne Olsen | Tromsø       |
| 8   |  |  | Marcus Pedersen    | Strømsgodset |
| 8   |  |  | Ghayas Zahid       | Vålerenga    |